# Pionés

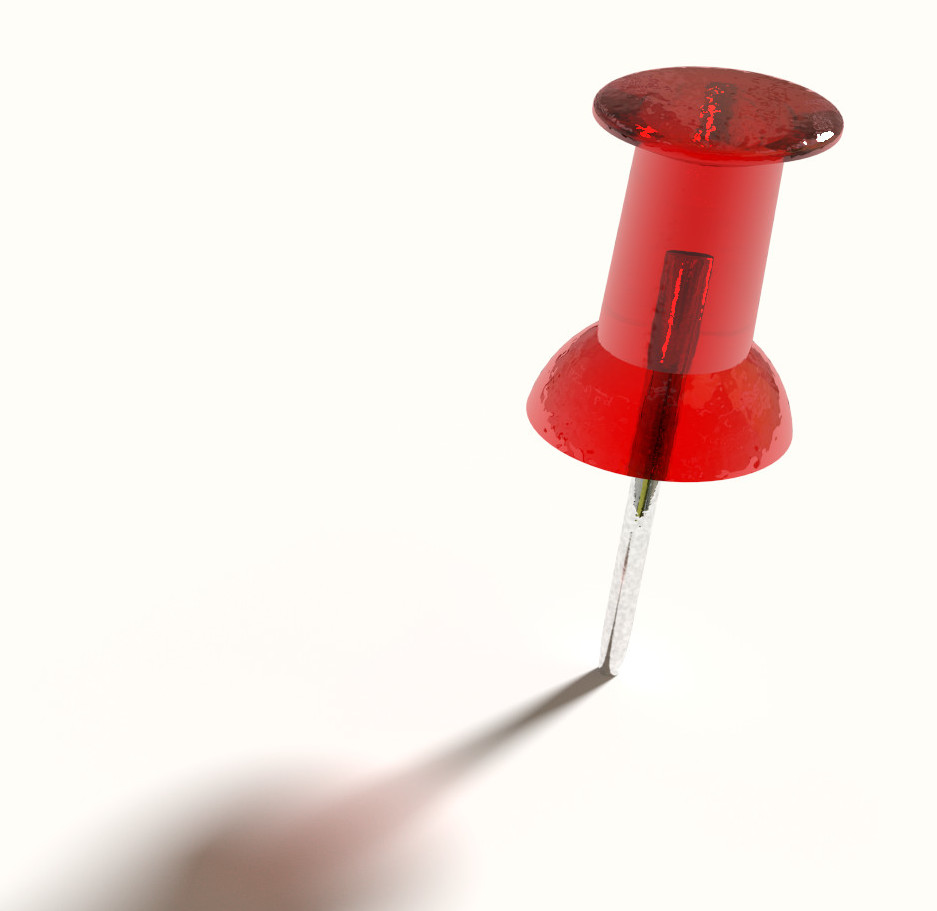
Pionés

Um pionés (português europeu) ou percevejo (português brasileiro) é um alfinete ou prego pequeno e curto com uma cabeça larga e chata que pode ser pressionada com o polegar para fixar artigos leves num quadro ou mural frequentemente de cortiça.